# Добирчень
Добирчень, Добирчені (рум. Dobârceni) — село у повіті Ботошані в Румунії. Входить до складу комуни Добирчень.
Село розташоване на відстані 384 км на північ від Бухареста, 31 км на схід від Ботошань, 84 км на північний захід від Ясс.

## Населення
За даними перепису населення 2002 року у селі проживала 931 особа, з них 929 осіб (99,8%) румунів. Рідною мовою 929 осіб (99,8%) назвали румунську.